# Niecki (województwo mazowieckie)
Niecki  – wieś sołecka w Polsce położona w województwie mazowieckim, w powiecie gostynińskim, w gminie Gostynin. Sąsiaduje z miejscowościami: Belno, Zaborów Nowy, Rębów w gm. Gostynin oraz z wsią Antoniewo gm. Lubień Kujawski.
W latach 1975–1998 miejscowość administracyjnie należała do województwa płockiego.
Historia wsi ściśle związana jest z dziejami pobliskiej miejscowości Pomarzanki. W średniowieczu Niecki (wówczas Mieczki) wchodziły w skład kilku osad o nazwie Pomorzany. W XVI wieku istniały Pomorzany (dzisiejsze Pomarzanki), Pomorzany Mieczki, Pomorzany Bedlne (dzisiejsze Belno), Pomorzany Wielkie (dzisiejsze Pomarzany) oraz Pomorzany Migaczowe i Strumieńskie. Wszystkie ww. nazwy identyfikowane są z wczesnośredniowieczną nazwą plemienną i  pochodzą od osady jenieckiej z X-XI w. (lub z czasów Bolesława Krzywoustego), w której w ramach kolonizacji Puszczy Gostynińskiej osiedlona została grupa jeńców ujęta na Pomorzu. Początkowo była to własność książęca. Pierwsze wzmianki źródłowe o wsi Pomorzany pochodzą z 1427 roku.
Nazwa Niecki, początkowo Mieczki, pochodzi od imienia Mieczko, czyli Mieczysław. W XIX wieku stosowano nazwę Pomorzany Niecki. Miejscowość należała do dóbr ziemskich Sokołowo. W roku 1881 folwark Pomorzany Niecki został oddzielony od dóbr sokołowskich i stał się samodzielnym majątkiem.
W 1921 roku wieś Niecki liczyła 14 domów i 103 mieszkańców, w tym 5 ewangelików. Miejscowy folwark liczył 4 domy i 73 mieszkańców.
W wojnie obronnej Polski w 1939 roku w pobliżu wsi Niecki miały miejsce potyczka między wojskami polskimi i niemieckimi. Żołnierze, którzy w niej zginęli, pochowani są na cmentarzu parafialnym w Sokołowie.